# Triptic Madrigalesc
Triptic Madrigalesc este o poezie scrisă de Luca Caragiale (cel de-al doilea fiu al lui Ion Luca Caragiale)  și publicată la 14 mai 1916 în Revista Flacăra.
În 1921, după ce ticluise mai multe caiete de versuri, după ce tălmăcise admirabil din lirica lui Edgar Allan Poe și François Villon, își pregătea în sfîrșit primul volum de versuri, Jocul Oglinzilor. Dar soarta necruțătoare cu aproape toți copiii lui Caragiale (Mateiu Caragiale s-a stins la 51 de ani), l-a răpus în data de 7 iunie, la  28 de ani neîmpliniți,  proiectul rămînînd nerealizat.  Volumul Jocul Oglinzilor – dar de bunăseamă cu un alt cuprins decît cel gîndit de autor – a apărut grație criticului Barbu Cioculescu și sorei lui Luca, Ecaterina Lagodi ,abia în 1972.

## Triptic Madrigalesc
Text și iconografie, după – Luca I. Caragiale, Jocul oglinzilor, versuri publicate și inedite, cu o prefață de Barbu Cioculescu, Editura Minerva (colecția Restitutio), București, 1972